# Žlutava
Žlutava (en allemand : Schlutawa, précédemment : Zuttaw) est une commune du district et de la région de Zlín, en Tchéquie. Sa population s'élevait à 1 185 habitants en 2020.

## Géographie
Žlutava se trouve à 4 km au sud-ouest d'Otrokovice, à 13 km à l'ouest-sud-ouest de Zlín, à 65 km à l'est de Brno et à 241 km au sud-est de Prague.
La commune est limitée par Nová Dědina et Bělov au nord, par la Morava et la commune d'Otrokovice à l'est, par Napajedla au sud et par Halenkovice à l'ouest.

## Histoire
La première mention écrite du village date de 1667.

## Galerie

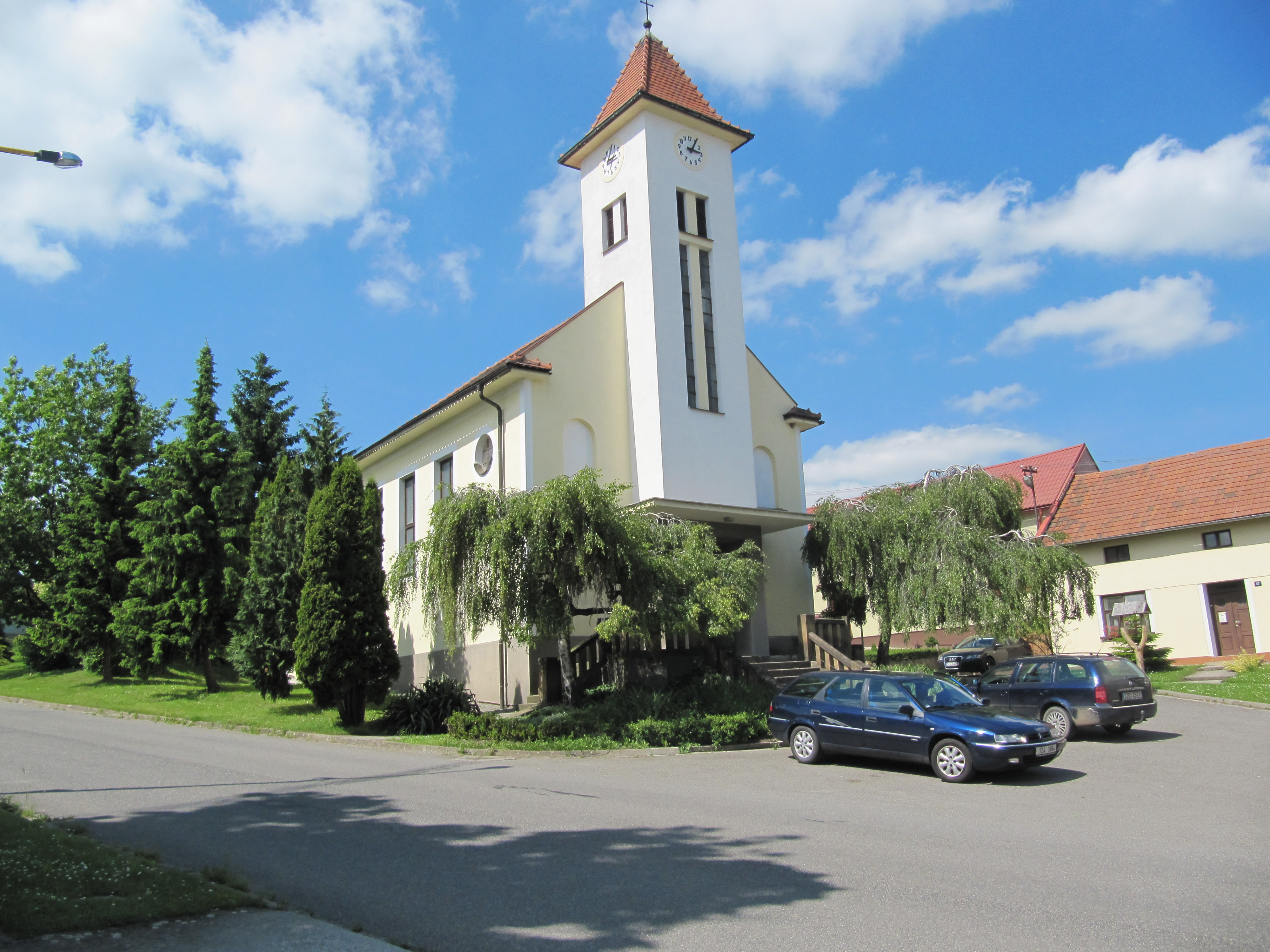
Église Saints-Cyrille-et-Méthode.
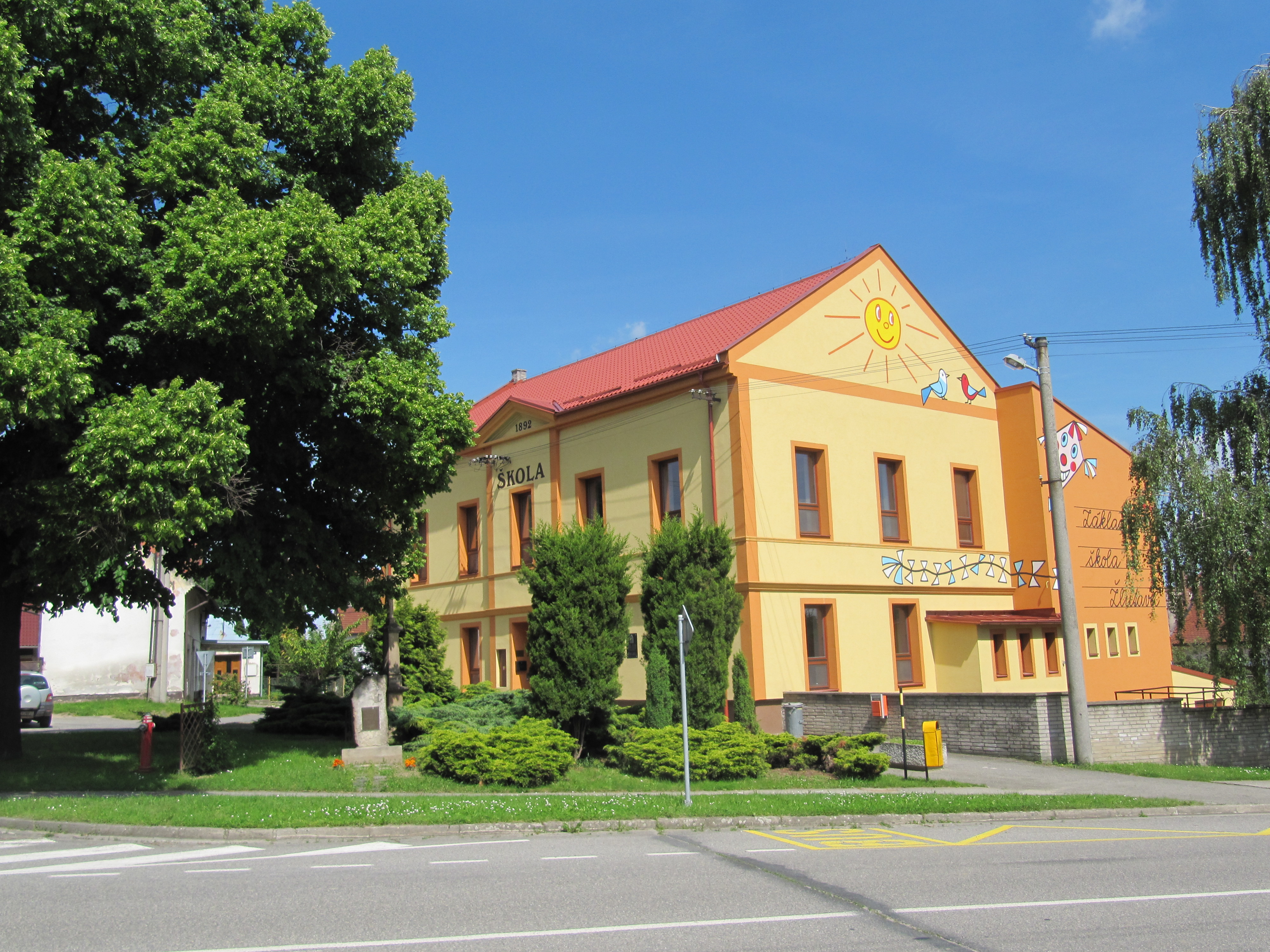
École à Žlutava.

## Transports
Par la route, Žlutava se trouve à 9 km de Otrokovice, à 18 km de Zlín, à 81 km de Brno et à 287 km de Prague.